# Bente Skari
Bente Skari (n. 10 septembrie 1972, Comuna Nittedal, Akershus, Norvegia) este o schioară de fond norvegiană, medaliată olimpică. A participat la 3 ediții ale Jocurilor Olimpice (1994, 1998, 2002) în care a câștigat o medalie de aur și o medalie de argint.